# Bob Bell
Robert Charles Bell (Belfast, 10 de abril de 1958), mais conhecido como Bob Bell, é um engenheiro britânico de Fórmula 1 que atualmente ocupa o cargo de diretor-executivo - técnico da equipe de Fórmula 1 da Aston Martin Aramco.

## Carreira
Bell cursou a Queen's University em Belfast, onde ganhou um doutorado em engenharia aeronáutica antes de ingressar na McLaren em 1982 e trabalhou como especialista em aerodinâmica da empresa até 1988, quando foi promovido a chefe de pesquisa e desenvolvimento para os próximos dois anos. Em 1997, Bell mudou para a equipe de Fórmula 1 Benetton, trabalhando lá com Nick Wirth.
Ele trabalhou como especialista em aerodinâmica sênior da Benetton até 1999, quando foi para a equipe Jordan Grand Prix se juntando a equipe como o chefe de tecnologia dos veículos, depois de ter sido convidado pelo seu ex-colega de McLaren, Mike Gascoyne. Ambos foram para a Renault e em 2001, Bell foi nomeado diretor adjunto técnico da equipe de Enstone, tornando-se o diretor técnico em 2003, quando Gascoyne partiu para se juntar à equipe Toyota Racing.
Em 2003, o engenheiro começou a trabalhar na Renault, Bell era diretor técnico da equipe francesa durante o enorme sucesso das temporadas de 2005 e 2006, em que seus R25 e R26 ganharam o campeonato de pilotos e campeonato de construtores. Nas próximas duas temporadas viu muito poucos bons resultados, e seus projetos caíram no campeonato de construtores para o quarto lugar em 2007 e 2008.
Após a renúncia de Flavio Briatore e Pat Symonds, em relação ao controverso acidente de Nelsinho Piquet no Grande Prêmio de Singapura de 2008, Bell foi nomeado chefe da equipe em 23 de setembro de 2009, pelo resto da temporada. Para a temporada de 2010, Bell ocupou o cargo de diretor gerente da Renault até deixar a equipe em 6 de outubro de 2010. Em 18 de fevereiro de 2011, Bell foi nomeado como o novo diretor técnico da equipe Mercedes, a partir de 1 de abril de 2011. Ele deixou seu posto para ser ocupado por Paddy Lowe em dezembro de 2013 e saiu da Mercedes no final da temporada de 2014.
Em 2015, antes do Grande Prêmio do Canadá, a Manor Marussia anunciou o recrutamento de Bell como consultor técnico.
Em 3 de fevereiro de 2016, Bell foi anunciado como diretor técnico da Renault, que havia acabado de retornado à Fórmula 1, com o R.S.16. E, no dia 31 de julho de 2018, foi anunciado que Bell seria realocado para o cargo de consultor técnico da fabricante francesa em meio período. Isso aconteceu depois de uma carreira de 36 anos na Fórmula 1.
Bell permaneceu como consultor mesmo após a equipe ser transformada na Alpine. Ele deixou a equipe Alpine no início de março de 2024.
Em 6 de março de 2024, Bell foi anunciado como diretor-executivo - técnico da equipe de Fórmula 1 da Aston Martin Aramco.